# Banvillars
Banvillars és un municipi francès del departament del Territori de Belfort i de la regió de Borgonya - Franc Comtat. El 2005 tenia 258 habitants.

## Demografia
| 1962 | 1968 | 1975 | 1982 | 1990 | 1999 | 2005 |
| ---- | ---- | ---- | ---- | ---- | ---- | ---- |
| 132  | 141  | 203  | 208  | 237  | 242  | 258  |